# A118公路 (俄羅斯)
聖彼得堡環形路（俄語：Кольцева́я автомоби́льная доро́га вокру́г г. Санкт-Петербу́рга，羅馬化：Koltsevaya avtomobilnaya doroga vokrug g. Sankt-Peterburga，簡稱），是圍繞俄羅斯第二大城市聖彼得堡的一條公路，全長142公里。其編號為A118。
1965年列寧格勒總體發展規劃中，提及要修建環形路。1992年因蘇聯解體停工，至1998年恢復。2011年8月12日隨著聖彼得堡大壩完工，全路段建成通車。

## 參看
- 莫斯科環城公路